# سد گوهرکوه
سد گوهرکوه با ۴۱درصد پیشرفت، در ۶۵ کیلومتری شهرستان خاش بر روی رودخانه اسپیتک در حال ساخت است.
سد گوهرکوه، باعث افزایش زیرکشت در شهرستان خاش رونق کشاورزی و اشتغال زایی می شود، چندی پیش شایعاتی مبنی بر شکستن سد گوهر کوه بود که توسط سرپرست فرمانداری شهرستان تکذیب شد.